# Eucereon darantasia
Eucereon darantasia är en fjärilsart som beskrevs av Druce 1895. Eucereon darantasia ingår i släktet Eucereon och familjen björnspinnare. Inga underarter finns listade i Catalogue of Life.